# Кирторф
Кирторф (њем. Kirtorf) град је у њемачкој савезној држави Хесен. Једно је од 19 општинских средишта округа Фогелсберг. Према процјени из 2010. у граду је живјело 3.344 становника. Посједује регионалну шифру (AGS) 6535010.

## Географски и демографски подаци
Кирторф се налази у савезној држави Хесен у округу Фогелсберг. Град се налази на надморској висини од 215–388 метара. Површина општине износи 79,9 km². У самом граду је, према процјени из 2010. године, живјело 3.344 становника. Просјечна густина становништва износи 42 становника/km².

## Међународна сарадња
| Мјесто | Држава   | Врста сарадње | Од    |
| ------ | -------- | ------------- | ----- |
| Килб   | Аустрија | партнерство   | 1984. |
| Извор  |          |               |       |